# Charles Previn
Charles Previn   (Brooklyn, 11 de gener de 1888 - Hollywood, 22 de setembre de 1973) és un compositor, director d'orquestra i arranjador estatunidenc.

## Biografia
Charles Previn es va educar a la ciutat de Nova York, després a la Universitat de Cornell i al New York College of Music. Va començar a treballar com a músic i director de banda per a espectacles de varietats i musicals de Broadway. Més tard fins i tot va ser director de l’Òpera municipal de Saint-Louis (Missouri).
A la dècada de 1930, va ser director de ràdio per a NBC, després es va incorporar a Universal Pictures com a director musical, arranjador, compositor i director d'orquestra. Va deixar l'estudi el 1944 i el 1945 es va convertir en el director musical del Radio City Music Hall. Després va tornar a Hollywood el 1947 fins a la seva jubilació el 1953.

## Filmografia

### dècada de 1930
- 1936: Four Days' Wonder de Sidney Salkow
- 1936: The Man I Marry de Ralph Murphy
- 1936: My Man Godfrey de Gregory La Cava
- 1936: Parole! de Lew Landers
- 1937: Prescription for Romance de S. Sylvan Simon
- 1937: One Hundred Men and a Girl de Henry Koster
- 1937: The Mighty Treve de Lewis D. Collins
- 1937: The Westland Case de Christy Cabanne
- 1938: Youth Takes a Fling d'Archie Mayo
- 1938: The Rage of Paris de Henry Koster
- 1938: Dones sospitoses (Wives Under Suspicion) de James Whale
- 1938: Goodbye Broadway de Ray McCarey
- 1938: State Police de John Rawlins
- 1938: Mad About Music de Norman Taurog
- 1938: Forbidden Valley de Wyndham Gittens
- 1939: First Love de Henry Koster
- 1939: The Phantom Creeps de Ford Beebe i Saul A. Goodkind
- 1939: Hero for a Day  de Harold Young
- 1939: For Love or Money d'Albert S. Rogell
- 1939: Scouts to the Rescue d'Alan James i Ray Taylor
- 1939: The Under-Pup de Richard Wallace
- 1939: Chip of the Flying U de Ralph Staub

### Dècada de 1940
- 1940: Spring Parade de Henry Koster
- 1941: Buck Privates d'Arthur Lubin
- 1941: Unfinished business de Gregory La Cava
- 1941: The Wolf Man de George Waggner
- 1941: Never Give a Sucker an Even Break d'Edward F. Cline
- 1942: It Started with Eve de Henry Koster
- 1942: Get Hep to Love de Charles Lamont
- 1942: Between Us Girls de Henry Koster
- 1943: Mister Big de Charles Lamont
- 1944: Song of the Open Road de S. Sylvan Simon
- 1949: That Midnight Kiss de Norman Taurog

## Premis i nominacions

### Premis
- Premis Oscar de 1937: Oscar a la millor banda sonora per a Deanna and her boys, com a cap del departament de música dels estudis Universal

### Nominacions
- Oscar a la millor banda sonora
  - Premis Oscar de 1938 per Delicious
  - Premis Oscar de 1939 per First Love
  - Premis Oscar de 1940 per a Spring Parade
  - Premis Oscar de 1941 per a Two Simpletons Soldiers
  - Premis Oscar de 1942 per a It Started with Eve
  - Premis Oscar de 1944 per Hollywood Melody